# Will Tukuafu
William T. „Will“ Tukuafu (* 3. Januar 1984 in Salt Lake City, Utah) ist ein ehemaliger US-amerikanischer American-Football-Spieler. Er spielte auf der Position des Fullbacks und Defensive Tackles für die Seattle Seahawks und San Francisco 49ers in der National Football League (NFL).
Zurzeit ist er als Defensive Quality Control Coach bei den Seattle Seahawks tätig.

## NFL

### Seattle Seahawks
Am 9. Juni 2010 verpflichteten die Seattle Seahawks den Free Agent Tukuafu. Am 22. Juni 2010 wurde er bereits wieder entlassen.

### San Francisco 49ers
Am 12. August 2010 wurde er als Defensive Lineman von den San Francisco 49ers für ihren Practice Squad verpflichtet, bevor die 49ers ihn am 18. Dezember in den Hauptkader beförderten. Am 8. März 2012 verlängerten die San Francisco 49ers Tukuafus Vertrag um zwei Jahre. Seit der Saison 2013 setzten die 49ers Tukuafu auch vermehrt als Fullback ein. Am 30. August 2013 wurde Tukuafu aufgrund einer Verletzung auf der Injured Reserve List platziert. Am 10. September wurde Tukuafu dann entlassen, jedoch wurde Tukuafu am 18. Dezember von den 49ers erneut verpflichtet.

### Seattle Seahawks
Am 29. Oktober 2014 verpflichteten die Seahawks Tukuafu erneut, nachdem sich Fullback Derrick Coleman verletzte. Am 1. April 2015 verlängerten die Seahawks den Vertrag Tukuafus um ein Jahr. Am 15. November 2015 erzielte er im Spiel gegen die Arizona Cardinals den ersten Touchdown seiner Karriere. Am 21. August 2016 wurde er von den Seahawks erneut verpflichtet. Am 3. September 2016 wurde er entlassen. Am 13. September 2016 wurde er erneut verpflichtet. Acht Tage später wurde Tukuafu entlassen. Am 26. Oktober 2016 wurde er erneut verpflichtet. Nachdem er eine Gehirnerschütterung erlitten hatte, wurde er Mitte Dezember auf der Injured Reserve List platziert. Nach der Saison wurde er zum Free Agent.